# Марк Пакций Сильван Квинт Коредий Галл Гаргилий Антикв
Марк Па́кций Сильва́н Квинт Коре́дий Галл Гарги́лий Анти́кв (лат. Marcus Paccius Silvanus Quintus Coredius Gallus Gargilius Antiquus; умер после 133 года) — римский политический деятель, занимавший в 119 году должность консула-суффекта.

## Происхождение
Известно, что родной отец Антиква носил преномен Публий и, по-видимому, состоял в родстве с представителями рода Гаргилиев Антиквов из Африки.

## Биография
Приблизительно в 116—119 годах Марк занимал должность наместника провинции Аравия Петрейская. В 119 году он исполнял обязанности консула-суффекта. Во время арабо-израильской войны 1947—1949 годов на территории античного города Тель-Дор была обнаружена надпись на греческом языке, утверждающая, что Антикв в неустановленный период находился на посту легата-пропретора неизвестной провинции. Современный польский исследователь Э. Даброва пришёл к выводу, что этой провинцией, вполне вероятно, являлась Иудея в период между 123 и 125 годом. Весьма любопытно, что его гипотеза подтвердилась в 2016 году благодаря подводной археологической работе Хайфского университета в Тель-Доре, в ходе которой была найдена старинная надпись с титулом Антиква: «правитель Иудеи». Между 133 и 135 годом Антикв занимал должность проконсула провинции Азия.

## Потомки
От брака с неизвестной женщиной Марк, предположительно, имел сына, занимавшего, как и его отец, должность консула-суффекта в начале правления императора-философа Марка Аврелия (согласно гипотезе Г. Альфёльди, около 162 года).

## Примечание
1. ↑  Corpus Inscriptionum Latinarum 3, 7394, Corpus Inscriptionum Latinarum 3, 12324.